# رود مونا
رود مونا (روسی: Муна) یک رودخانه در یاقوتستان کشور روسیه است.